# ماری یکم، ملکه انگلستان
ماری یکم یا ماری تودور (به انگلیسی: Mary I of England) (زادهٔ ۱۸ فوریه ۱۵۱۶ - درگذشتهٔ ۱۷ نوامبر ۱۵۵۸) از ژوئیه ۱۵۵۳ تا پایان عمر ملکهٔ انگلستان و ایرلند بود.
وی تنها دختر هنری هشتم از همسر اولش، کاترین آراگن بود. ماری به دلیل کشتار پروتستانها به «ماری خون‌ریز» (Bloody Mary) معروف است.

## کودکی
اگر چه ماری، آن وارث سلطنت که هنری هشتم می‌خواست نبود، اما نزد والدینش محبوب بود. در سن یازده سالگی، هنری پدر ماری، کاترین آراگن را طلاق داد تا با آن بولین ازدواج کند.

## رسیدن به سلطنت

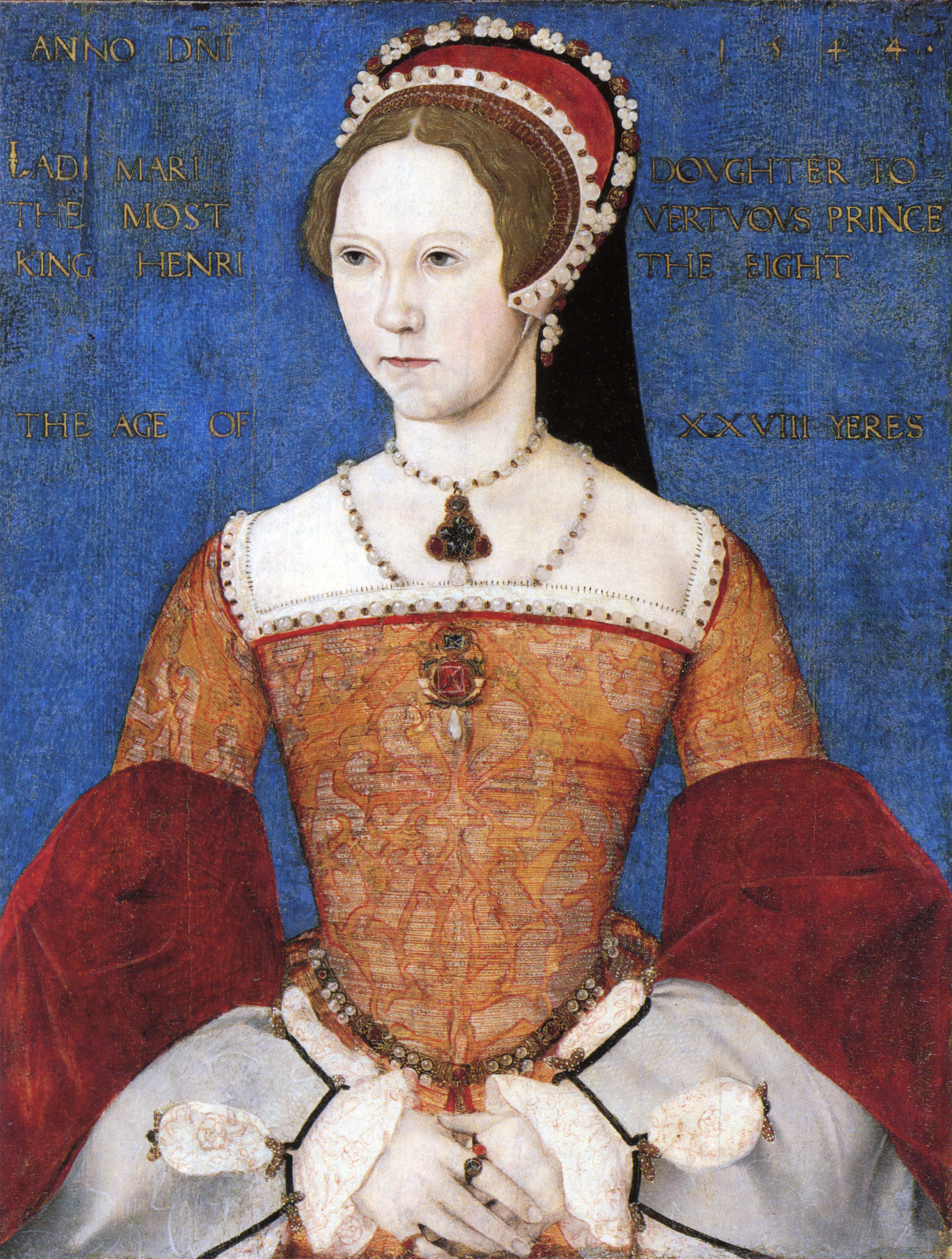

در سال ۱۵۴۷ پس از مرگ هنری هشتم، پسرش ادوارد ششم به حکومت رسید و تا پایان عمر (شش سال) پادشاه انگلستان و ایرلند بود. پس از مرگ ادوارد، جین گری (نوهٔ عمه‌اش) به مدت ۹ روز ملکهٔ انگلستان شده بود ولی در انگلیای شرقی ماری هوادارانش را متحد کرد و بسوی لندن لشکر کشید. جان دادلی (دوک نورتامبرلند) و حامی اصلی جین گری نتوانست کاری از پیش برد. جین داوطلبانه به سود ماری از سلطنت کناره‌گیری کرد، زیرا مایل نبود که انگلستان گرفتار جنگهای مذهبی شود.
به دستور ماری یکم، در ۱۲ فوریه سال ۱۵۵۴ جین گری که چند ماه پیش برای ۹ روز ملکهٔ انگلستان شده بود در برج لندن گردن زده شد. در کنار جین، شوهر او نیز که پسر جان دادلی بود گردن زده شد. جین گری پروتستان بود و هنگام اعدام ۱۶ سال داشت.

## کشتار پروتستان‌ها
ماری پس از درگذشت پدر و برادرش بر تخت سلطنت نشست و به مذهب مادر خود کاترین آراگن بازگشت. وی برخلاف پدر با پاپ از در آشتی درآمد و یک بار دیگر آئین کاتولیک را در انگلستان مذهب رسمی قرار داد. زمین‌هائی را که پدرش از کلیسا گرفته بود، پس داد و نا گفته نماند که در طول پنج سال از سلطنت خود بیش از سیصد نفر را اعدام کرد. او با فیلیپ دوم اسپانیا ازدواج کرد.
مری در سال ۱۵۵۸ در ۴۲ سالگی احتمالاً از بیماری کیست تخمدان یا سرطان زهدان (رحم) درگذشت. پس از مرگ ماری خواهر ناتنی‌اش الیزابت ملکه شد.